# Edoardo Perroncito
Edoardo Bellarmino Perroncito (Viale, 10 marzo 1847 – Pavia, 4 novembre 1936) è stato uno scienziato, medico, veterinario, patologo e parassitologo italiano.

## Biografia
Di umili origini, nacque a Viale d'Asti il 10 marzo 1847 da Luigi, calzolaio, e Lucia Pastrone, sarta, ed ebbe quattro fratelli ed una sorella. Conseguita la laurea in medicina veterinaria nel 1867 alla Regia Scuola Superiore di Medicina Veterinaria dell'Università di Torino, svolse inizialmente la professione di veterinario comunale a Torino, ma a soli 27 anni fu nominato professore ordinario di anatomia patologica. Nel 1879 assunse anche la carica di professore di parassitologia presso la facoltà di medicina veterinaria dell'università torinese ed è in tale ambito che svolse ricerche e studi che lo portarono alla celebrità.
Egli riuscì a chiarire il ciclo completo del parassita nematode Ancylostoma duodenalis, attribuendogli l'eziologia della gravissima anemia che colpiva i minatori impegnati nello scavo del traforo del San Gottardo, contribuendo anche alla messa a punto della terapia grazie alla quale i minatori poterono essere curati. Oltre agli studi sugli Ancylostomi, collaborò con Louis Pasteur con sperimentazioni e ricerche sul carbonchio ematico dei bovini. Lasciò numerosi reperti che, nonostante in parte distrutti dai bombardamenti della seconda guerra mondiale, sono tuttora conservati nella "raccolta Perroncito" presso l'Istituto di anatomia patologica della facoltà di veterinaria di Torino. Morì nel 1936 e le sue spoglie furono tumulate nel cimitero di Pavia.
Massone, non si sa dove e quando fu iniziato in Massoneria, ma il 3 maggio 1892 fu affiliato Maestro massone nella loggia Giordano Bruno di Torino.

## Opere
- L'anemia dei contadini, fornaciai e minatori in rapporto coll'attuale epidemia negli operai del Gottardo. Studi ed osservazioni, profilassi e cura, Torino, Camilla e Bertolero, 1881.
- Il carbonchio e le vaccinazioni carbonchiose, Torino, Camilla e Bertolero, 1882.
- I parassiti dell'uomo e degli animali utili. Delle più comuni malattie da essi prodotte. Profilassi e cura relativa, Milano-Bologna-Napoli, Vallardi, 1882. 2ª ed.: 1901-1902 (21 fascicoli).
- Sulle malattie del bestiame e più particolarmente della proteosi in Sardegna, Torino, Candeletti, 1890. Fa parte della "Raccolta delle relazioni e dei lavori scientifici pubblicati nei primi tre anni dalla sua fondazione dalla Direzione della sanità pubblica (dal 1º luglio 1887 al 1º luglio 1890)".
- Trattato teorico-pratico sulle malattie più comuni degli animali domestici dal punto di vista agricolo, commerciale ed igienico. Metodi di cura ed appendice sui migliori metodi di disinfezione dei vagoni, Torino, UTET, 1886. 2ª ed. interamente riveduta ed ampliata: 1905.
- La malattia dei minatori. Dal S. Gottardo al Sempione. Una questione risolta, Torino, Pasta, 1909.

Trad. francese: La maladie des mineurs. Du St.-Gothard au Simplon. Une question resolue, Appendice, Torino, Établissement typographique nationale, 1912.